# Aubermesnil-Beaumais
Aubermesnil-Beaumais é uma comuna francesa na região administrativa da Normandia, no departamento de Sena Marítimo. Estende-se por uma área de 4,86 km². Em 2010 a comuna tinha 489 habitantes (densidade: 100,6 hab./km²).